# Девід Туа
Девід Туа (англ. David Tua; нар. 21 листопада 1972, Апіа, Самоа) — самоанський професіональний боксер, який виступав у важкій ваговій категорії. Бронзовий призер Олімпійських ігор 1992 року в Барселоні і чемпіонату світу 1991 серед любителів. Входив в десятку найкращих важковаговиків світу за підсумком року за версією BoxRec з 1996 по 2003, найвища позиція — 3 (1998). Один з найкращих панчерів всіх часів.

## Любительська кар'єра
1990 року виграв чемпіонат Океанії в Нукуалофа, Тонга.
1991 року зайняв 3-е місце на чемпіонаті світу в Сіднеї, Австралія.
- Переміг Мікаеля Ліндблада (Швеція) — PTS (24-17).

- Програв Феліксу Савону (Куба) — RSCH-1.

1992 року виграв чемпіонат Океанії / Олімпійські випробування у Апіа, Західне Самоа.
1992 року виграв бронзову медаль у важкій вазі від Нової Зеландії на Олімпійських іграх в Барселоні, Іспанія.
- Переміг Хосе Ортега (Іспанія) — RSCH-2.

- Переміг Русхлоса Войтеха (Чехія) — RSC-3.

- Програв Девіду Ізонритеї (Нігерія) — PTS (7-12).

## Професійна кар'єра
Дебютував у грудні 1992 року. Провів 22 переможних рейтингових бої, з них 18 виграв нокаутом, і вийшов на перший титульний поєдинок.

### Бій з Джоном Руїсом
15 березня 1996 року Туа вийшов на бій проти Джона Руїса (США) в поєдинку за звання інтернаціонального чемпіона за версією WBC. Бій тривав всього 19 секунд. Девід Туа відправив свого суперника у важкий нокаут — Руїс лежав на підлозі кілька хвилин. Це був самий швидкий нокаут за всю історію боїв, що їх транслював телеканал HBO.
21 липня 1996 року Туа нокаутував у першому раунді американця Ентоні Кукса. У вересні 1996 року Девід Туа у 1-му раунді нокаутував перспективного американця Дерролла Вілсона, який до зустрічі з Туа не мав поразок.

### Бій з Девідом Айзоном
21 грудня 1996 року відбувся бій між Девідом Туа і його кривдником на олімпійському ринзі нігерійцем Девідом Ізонритеї. Коментатори телеканалу HBO Джим Лемплі, Харольд Ледерман і Ларрі Мерчант називали нігерійця Девід Ізонритеї, в той час як рингоанонсер Марк Біро представив його публіці як Девід Айзон. Це був важкий, агресивний бій. Інтрига в бою трималася до 12 раунду, у середині якого Туа притис Айзона до канатів. Туа провів кілька крюков в голову противника. Айзон перестав контролювати ситуацію. Туа продовжував атакувати, і пробив потужний лівий аперкот точно в підборіддя. Ізонритеї звалився на канати. Рефері почав відлік. Нігерієць насилу піднявся, але був явно приголомшений. Рефері зупинив бій. За бій Туа викинув 712 ударів, а Айзон — 862. За кількістю викинутих ударів бій увійшов у 5-ку найкращих боїв у важкій вазі на той момент за всі часи.
5 квітня 1997 року Девід Туа вийшов на ринг проти Олега Маскаєва. Маскаєв успішно оборонявся, однак у 11-му раунді пропустив потужний удар і впав на коліна. Росіянин піднявся, але не міг більше захищатися. Рефері зупинив бій, не відкриваючи рахунок. Маскаєв визнав зупинку бою передчасною.

### Бій з Айком Ібеабучі
У червні 1997 року відбувся поєдинок двох непереможних контендерів — Девіда Туа і Айка Ібеабучі. За кількістю викинутих ударів (1730 на двох) цей бій встановив новий рекорд у важкій ваговій категорії. Айк Ібеабучі всупереч більшості супротивників Туа не став бігати, а зустрів його в агресивному і рівному бою. Всі 3 судді поставили оцінки на користь Ібеабучі. Неофіційний суддя телеканалу HBO Харольд Ледерман порахував, що переміг Туа. Девід Туа не став сперечатися з результатом, а лише поскаржився на те, що недостатньо зробив у бою для своєї перемоги.

### Бій з Хасимом Рахманом I
19 грудня 1998 року відбувся відбірковий бій за титул IBF у важкій вазі між Девідом Туа і непереможним Хасимом Рахманом (29-0). Бій проходив на середній дистанції. Рахман був більш активний, і, викидаючи більшу кількість ударів, вигравав бій за очками. В кінці 9-го раунду Туа провів лівий хук в щелепу противника, потім повторив той же удар, і відразу ж після гонгу провів такий же удар втретє. Рахман сперся на канати. Рефері відігнав Туа від противника. Рахман, хитаючись, дійшов до свого кута. Коментатор HBO Ларрі Мерчант сказав, що Рахман був серйозно вражений ударом після гонгу. У 10-му раунді Туа замкнув Рахмана біля канатів, наносячи удари по корпусу і в голову. Незважаючи на те, що частина ударів пройшла повз, рефері втрутився і зупинив бій. Незадоволений Рахман відштовхнув рефері. Ларрі Мерчант назвав це дуже поганою зупинкою (англ. That is a very bad stoppage). 2-й коментатор HBO Джим Лемплі погодився з ним. Кут Рахмана не погодився з рішенням рефері.
У червні 2000 року самоанець вийшов на ринг проти Обіду Саллівана. На початку 1-го раунду він загнав його в кут і послав у нокаут.

### Чемпіонський бій з Ленноксом Льюїсом
11 листопада 2000 року Туа вийшов на ринг проти абсолютного чемпіона світу Леннокса Льюїса. Бій почався з вибухової атаки Туа. Льюїс, що був вищим за Туа на 18 сантиметрів, намагався всіляко ухилитись від бою шляхом відходу назад. В кінці 2-го раунду Льюїс отримав сильний удар в голову від суперника і опустив руки, але пролунав гонг, що врятувало його від подальшої атаки Туа. У наступних раундах Льюїс за рахунок ухилень від відвертої сутички з атакуючим Туа, викидаючи лівий джеб з дистанції, перестукав свого супротивника за очками.
У 2001 році Леннокс Льюїс відмовився зустрітися з обов'язковим претендентом на титул IBF Крісом Бердом, за що був позбавлений титулу. Титул став вакантним, і за володіння ним був оголошений турнір серед 4-х бійців: Девіда Туа і Деніела Ніколсона в 1-му півфіналі і Кріса Берда і Моріса Харріса у 2-му півфіналі.
У березні 2001 року Девід Туа вийшов на бій проти Деніела Ніколсона. У 6 раунді він спочатку надіслав суперника у нокдаун, а потім добив, відправивши в чистий нокаут.

### Бій з Крісом Бердом
18 серпня 2001 року відбувся фінальний відбірковий бій за титул IBF у важкій вазі між Девідом Туа і Крісом Бердом. Берд був колишнім середньоваговиком і слабо котирувався перед боєм. Він скористався перевагою в техніці і швидкості, зумівши завдати більшу кількість ударів та не пропустити у відповідь. За підсумками 12-ти раундів судді віддали перемогу американцю.
У квітні 2002 року самоанець вийшов на ринг проти небитого Фреса Окендо. У 9-му раунді він нокаутував.
У серпні 2002 року Девід Туа зустрівся з Майклом Мурером. Туа відразу ж пішов в атаку, загнавши супротивника в кут. Самоанець провів лівий хук по печінці, потім правий хук в голову і відразу ж лівий в голову. Мурер впав спиною на канвас. Рефері дорахував до 5, і побачивши, що американець у важкому стані, припинив поєдинок.

### Бій з Хасимом Рахманом II
29 березня 2003 року відбувся 2-й бій між Девідом Туа і Хасимом Рахманом. Рахман джебом тримав супротивника на дистанції. В кінці 12-го раунду Рахман підняв руки вгору, святкуючи можливу перемогу. Туа відразу ж затиснув його в кутку. Пролунав гонг. Захопившись атакою, Рахман провів двійку в щелепу противника. Туа впав на канвас, але відразу ж підвівся. Рефері не відрахував нокдаун. (Швидше за все Туа просто не втримався на ногах при зіткненні). По закінченню поєдинку судді розділеним рішенням визначили нічию. Рішення було спірним. Частина експертів вважала, що Рахман переміг.

### Завершення кар'єри
Після цього Девід Туа не виходив на ринг 2 роки. 2005 року повернувся на ринг. Провів у загальному рахунку 7 рейтингових 10-раундових боїв і 2007 року знову пішов з боксу.
2009 року повернувся і нокаутував у 2 раунді Шейна Кемерона. 2010 року переміг за очками нігерійця Фрайдея Ахунанью.
17 липня 2010 року звів унічию бій з американцем Монте Барреттом. У цьому поєдинку Туа вперше за професійну кар'єру опинився в нокдауні.
У березні 2011 переміг за очками джорнімена Деметриса Кінга, і знову зустрівся з Монте Барреттом. У другій сутичці Туа програв одностайним рішенням суддів. Баррет став першим і єдиним боксером, який зумів відправити Туа в нокдаун. Пізніше в допінг-пробі Барретта були виявлені заборонені препарати, і команда Туа зажадала скасувати результат поєдинку, однак цю вимогу в підсумку не було виконано.
В кінці 2011 року Туа оголосив про завершення спортивної кар'єри.
У січні 2013 року представник Туа повідомив, що самоанський ветеран планує повернутися на ринг. В червні 2013 року можливим суперником Туа був оголошений Франсуа Бота, а приблизною датою проведення — серпень 2013 року. Після чергової поразки Боти плани були скориговані, і суперником Туа на 31 серпня 2013 був обраний росіянин Олександр Устінов, що виступав за Білорусь. У зв'язку з травмою Туа в серпні поєдинок було перенесено на 16 листопада 2013 року. У проведеному бою Туа програв Устинову одноголосним рішенням суддів і завершив боксерську кар'єру.